# JET Symphonic Band
De JET Symphonic Band is een harmonieorkest uit Tielt dat opgericht werd in 1975 onder de naam Jeugdensemble Tielt (JET).

## Geschiedenis
De initiatiefnemer en oprichter in 1975 was E.H. Paul Sinnesael. Men begon met een twintigtal jonge muzikanten. In de loop der jaren groeide het orkest uit en telt nu (2008) rond 100 orkestleden. Sinnesael was niet uitsluitend onderwijzer van de muzikanten, maar ook dirigent van het orkest in het eerste decennium. Het harmonieorkest verzorgde naast optredens in Vlaanderen ook concerten in het buitenland, vooral in de Europese zustersteden van Tielt. De reizen zijn tegelijkertijd afsluiting van een werkjaar en motivatie van de muzikanten voor de toekomst.
Sinds juni 1995 werkt het harmonieorkest onder de auspiciën van de Vlaamse Gemeenschap. De stad Tielt verleende in 1999 aan de vereniging de titel van muzikaal ambassadeur van de Europastad Tielt.
Inmiddels heeft het orkest een vijftal cd's opgenomen. In 1992 werd er een samenspelgroep De Mini's opgericht en in 2001 werd de naam veranderd in JET Mini Band. Het harmonieorkest Jeugdensemble-Tielt kreeg in het jubileumjaar 2000 de nieuwe naam JET Symphonic Band. Zij spelen in de ere-afdeling van de Vlaamse Amateurmuziekorganisatie (Vlamo) en werden in 2007 met 94,7% van de punten, laureaat.

## Dirigenten
- 1975 - 1985 E. H. Paul Sinnesael
- 1985 - 2006 Johan Schotte
- 2006 - 2015  Nick Vandendriessche
- 2015 - 2016 Bart Swimberghe
- 2016 - 2024  Wim Belaen
- sinds juni 2024 Gilles Demeurisse